# Carlos Hernández Zancajo
Carlos Hernández Zancajo (Madrid, 4 de noviembre de 1902 - Ciudad de México, 27 de septiembre de 1979) fue un sindicalista y político español, adscrito al movimiento socialista. Durante el período de la Segunda República fue diputado en Cortes.

## Biografía
Chófer de profesión, fue miembro del Partido Socialista Obrero Español (PSOE) y la Unión General de Trabajadores (UGT). 
Desde enero de 1933 formó parte de la ejecutiva de la UGT, siendo vocal de la misma. En abril de 1934, durante el V Congreso de las Juventudes Socialistas, Hernández sería elegido presidente de las mismas. Además, de cara las elecciones de 1933 fue candidato del PSOE por la circunscripción de Madrid (capital), logrando obtener acta de diputado.
Detenido durante unas horas en la localidad de Pozuelo de Alarcón el 22 de junio de 1934, su caso organizó un escándalo en el Congreso de los Diputados que terminó con la retirada socialista de la Comisión de Agricultura. 
Participó en la revolución de octubre de 1934 como miembro del Comité Revolucionario Nacional, en representación de las Juventudes Socialistas, por lo que sería detenido y procesado. En la cárcel Modelo de Madrid, escribió —junto a Santiago Carrillo y Amaro del Rosal— el libro Octubre: segunda etapa (1935), donde preconizaban la «bolchevización» del PSOE tras el fracaso de la revolución de octubre de 1934. Volvió a ser elegido diputado en las elecciones de 1936, siendo de hecho el candidato socialista que más votos recibió en Madrid capital tras Julián Besteiro y Luis Jiménez de Asúa.
Durante la Guerra civil tuvo un papel activo. En mayo de 1937, en el transcurso de los enfrentamientos callejeros que tuvieron lugar en Barcelona entre la CNT y otros grupos del bando republicano, Hernández Zancajo y otros miembros de la ejecutiva de la UGT acudieron a la capital catalana para tratar de calmar los ánimos. El 1 de febrero de 1939 fue uno de los asistentes a la última reunión de las Cortes republicanas en territorio español, celebrada en el Castillo de Figueras.
Tras el fin de la contienda se exilió en México, país donde residiría hasta su fallecimiento en 1979.